# Nicolette Larson
Pour les articles homonymes, voir Nicolette et Larson.
Nicolette Larson, née le 17 juillet 1952 à Helena dans l'État du Montana aux États-Unis, morte le 16 décembre 1997 à Los Angeles est une chanteuse américaine.

## Biographie
Son premier enregistrement est Lotta love, chanson offerte par Neil Young. La chanson triomphe et devient un grand succès du soft rock américain en 1979. Cette chanson figurait  sur l'album Comes a time de Neil Young enregistré en 1978, où elle accompagne les harmonies vocales, mais surtout où elle partage avec Neil Young la chanson Motorcycle Mama avec une voix puissante. Son album suivant se vend à plus d'un million d'exemplaires.
Elle apparaît dans le film Jumeaux en 1988. Elle y partage la scène avec Jeff Beck, Terry Bozzio et Tony Hymas en interprétant la chanson I'd Die for This Dance.
Elle meurt d'un œdème cérébral le 16 décembre 1997 à l'âge de 45 ans.
En février 1998, des artistes et amis de la chanteuse, parmi lesquels Jackson Browne, Emmylou Harris, Linda Ronstadt, Jimmy Buffett, Carole King, Dan Fogelberg, Bonnie Raitt, Joe Walsh et Little Feat, lui rendent hommage lors d'un concert au Santa Monica Civic Auditorium. Un album de ce concert, A Tribute to Nicolette Larson: Lotta Love Concert, est publié le 31 janvier 2006.

## Discographie

### Albums studio
- 1978 : Nicolette
- 1979 : In the Nick of Time
- 1980 : Radioland
- 1982 : All Dressed Up & No Place to Go
- 1985 : ...Say When
- 1986 : Rose of My Heart
- 1988 : Shadows of Love (publié uniquement en Italie)
- 1994 : Sleep, Baby, Sleep

### Album promotionnel
- 1979 : Live at the Roxy

### Compilation
- 1999 : The Very Best of Nicolette Larson